# Félix Mersch
Félix Mersch (Grevenmacher, 1 januari 1911 – Luxemburg, 19 september 1994) was een Luxemburgs schrijver en tekenaar.
Samen met Pe'l Schlechter en Gab Weis wordt hij gerekend als een van de eerste Luxemburgse striptekenaars.

## Levensloop
Mersch groeide op in Echternach, waar hij ook naar school ging. In 1930 studeerde hij af. Mersch wilde eerst leraar in het kunstonderwijs worden, maar volgde uiteindelijk een lerarenopleiding voor het basisonderwijs. Van 1933 tot 1937 gaf hij dan les aan een lagere school in Herborn. Daarna gaf Mersch tot 1942 les in Machtum. In 1946 werd hij leraar in een lagere school in Larochette. Als fictieschrijver en illustrator droeg hij in het Duits en het Luxemburgs onder meer bij aan de kranten en tijdschriften Luxemburger Wort, Lëtzebuerger Sonndesblad, Revue de la jeunesse en Zack. Enkele verhalen verschenen ook in boekvorm.
Zijn strip De Menn an de Benn verscheen in 1948 in de tijdschriften Letzeburger Kanner en Benny a Jenny (het latere Zack). Van 1953 tot 1971 gaf hij les in Luxemburg. In 1961 werd het hoorspel Hellegen säi Mippchen van Mersch opgenomen. Later volgden ook nog de hoorspelen Hues de deng Mamm nach? en Wieweschmännchen oder Den Theishäerchen an der Wollefkaul. Mersch schreef ook verscheidene toneelstukken voor kinderen voor het Théâtre Municipal de la Ville de Luxembourg, zoals Hokespokes (1968), D'Spann (1971), Mir gin eis net oder den Draachendulles (1974) en De Wonnersak (1976). Ook was Mersch illustrator van verscheidene boeken van andere auteurs zoals Jean Haan, Nicolas Thill en Adolf Weis.

## Waardering
In 1955 ontving hij samen met Paul Noesen een jeugdliteratuurprijs van de Association des Instituteurs voor hun kortverhaal Mick und der Fassadenkletterer. Vervolgens won hij in 1957 de Prix de littérature luxembourgeois voor zijn verhaal Die Brücke. Mersch werd in 1978 benoemd als lid van de afdeling kunst en literatuur van het Institut grand-ducal. In datzelfde jaar ontving hij ook een prijs op het concours littéraire national.
- Virtual International Authority File: 68145003274461300118